# Primo presidente (Ancien Régime)

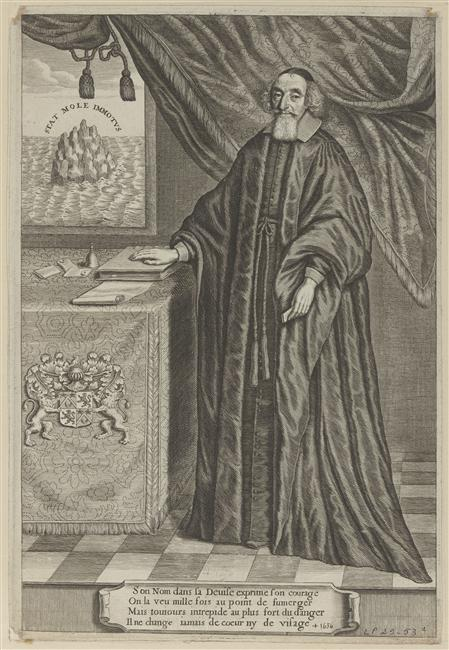
Molé, primo presidente durante il periodo della Fronda parlamentare.

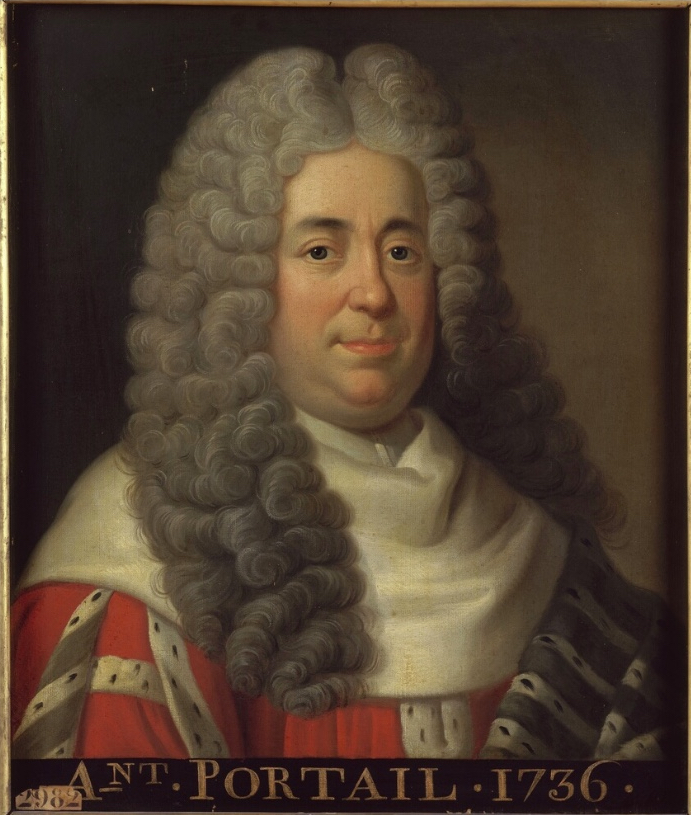
Antoine Portail, primo presidente dal 1724 al 1736 e membro dell'Académie française.

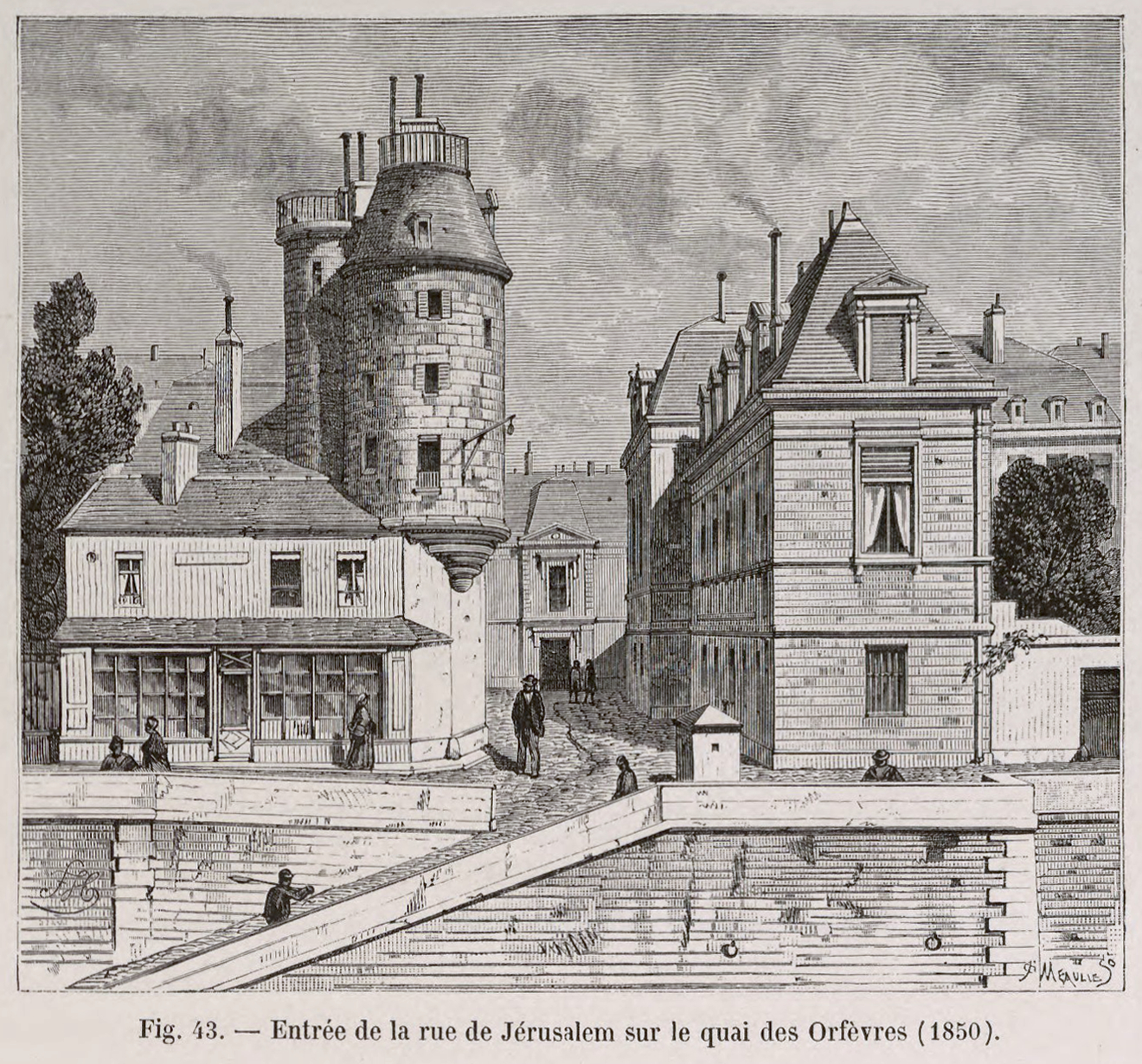
Uscita da Rue de Jérusalem sul Quai des Orfèvres, nel 1850, con sullo sfondo l'ingresso dell'ex palazzo del primo presidente del Parlamento di Parigi. L'edificio sulla destra fu assegnato, dall'inizio del XIX secolo, ai servizi della Prefettura di Polizia di Parigi.

Durante l'Ancien Régime in Francia, il primo presidente del Parlamento di Parigi (in francese: premier président du Parlement de Paris) era un magistrato di alto rango nominato dal re. Esso richiedeva una certa moderazione e una qualità di mediatore tra l'autorità reale e gli altri magistrati. Questa carica, che non era venale, a differenza della maggior parte delle altre cariche parlamentari, esisteva in tutti i parlamenti del regno. Il primo presidente aveva un palazzo situato nella vecchia Rue de Jérusalem, sull'Île de la Cité.

## Elenco dei primi presidenti del Parlamento di Parigi
Qua sotto sono elencati tutti i primi presidenti del Parlamento di Parigi conosciuti:
- 1331-1336 : Bertrand V de Cardaillac
- 1334-1336 : Hugues de Courcy
- 1336-1340 : Guillaume Bertrand

Simon de Buci fu il primo ad essere chiamato Primo Presidente nell'ordinanza del re Filippo VI di Valois dell'11 marzo 1344. È morto l'8 maggio 1369.
- 1341-1369 : Simon de Buci
- 1369-1371 : Pierre de Senneville ou de Demeville
- 1371-1373 : Guillaume de Sens ou de Seris
- 1373-1374 : Pierre d'Orgemont
- 1374-1388 : Arnaud de Corbie
- 1388-1399 : Guillaume de Sens
- 1400-1403 : Jean de Popincourt
- 1403-1413 : Henri de Marle ou Henri le Corgne
- 1413-1418 : Robert Mauger
- 1418-1436 : Philippe de Morvilliers
- Jean de Vailly fu il primo presidente del Parlamento di Parigi, riunito a Poitiers durante l'occupazione di Parigi da parte degli inglesi. È morto il 9 marzo 1433
- 1436-1456 : Adam de Cambray
- 1457-1461 : Yves de Scépeaux
- 1461-1461 : Hélie de Tourrettes
- 1461-1465 : Matthieu de Nanterre
- 1465-1471 : Jean Dauvet
- 1471-1481 : Jean le Boulanger
- 1481-1497 : Jean de La Vacquerie
- 1497-1505 : Pierre de Cothardy
- 1505-1507 : Jean de Ganay
- 1507-1514 : Antoine Duprat
- 1514-1517 : Pierre Mondot de La Marthonie
- 1517-1519 : Template:Lien Wikidata
- 1520-1529 : Jean de Selve, o de Salva
- 1529-1550 : Pierre Lizet
- 1550-1551 : Jean Bertrand o Bertrandi
- 1551-1562 : Jacques Olivier
- 1562-1582 : Christophe de Thou
- 1581-1588 : Bon de Broé
- 1601-1618 : Bon François de Broé
- 1601-1611 : Achille de Harlay
- 1585-1620 : Nicolas III Potier de Blancmesnil non compare negli elenchi dei primi presidenti del Parlamento di Parigi.
- 1583-1611 : Achille de Harlay
- 1589-1591 : Barnabé Brisson, ad intérim
- 1591-1594 : Jean Le Maistre, ad intérim
- 1611-1627 : Nicolas de Verdun
- 1627-1628 : Jérome de Hacqueville
- 1628-1630 : Jean Bochard
- 1630-1640 : Nicolas Le Jay
- 1641-1651 : Mathieu Molé
- 1651-1657 : Pomponne II de Bellièvre
- 1657-1677 : Guillaume I de Basville
- 1678-1689 : Nicolas Potier de Novion
- 1689-1707 : Achille III de Harlay
- 1707-1712 : Louis II Le Peletier
- 1712-1723 : Jean-Antoine de Mesmes
- 1723-1724 : André III Potier de Novion
- 1724-1736 : Antoine Portail
- 1736-1743 : Louis III Le Peletier de Rosanbo
- 1743-1757 : René-Charles de Maupeou
- 1757-1763 : Mathieu-François Molé de Champlâtreux
- 1763-1768 : René-Nicolas de Maupeou
- 1768-1771 : Étienne François d'Aligre
- 1771-1774 : Louis Jean Bertier de Sauvigny
- 1774-1788 : Étienne François d'Aligre
- 1788-1789 : Louis-François de Paule Lefèvre d'Ormesson
- 1789-1791 : Jean Baptiste Gaspard Bochart de Saron